# Каргапольське міське поселення
Каргапо́льське міське поселення (рос. Каргапольское городское поселение) — сільське поселення у складі Каргапольського району Курганської області Росії.
Адміністративний центр — селище міського типу Каргапольє.
Населення сільського поселення становить 8687 осіб (2017; 8982 у 2010, 9383 у 2002).

## Склад
До складу сільського поселення входять:
| Населений пункт                  | Населення, осіб (2002) | Населення, осіб (2010) |
| -------------------------------- | ---------------------- | ---------------------- |
| Каргапольє, селище міського типу | 8745                   | 8433                   |
| Мішагіна, присілок               | 92                     | 68                     |
| Нечунаєва, присілок              | 216                    | 169                    |
| Ташкова, присілок                | 19                     | 9                      |
| Храмова, присілок                | 155                    | 151                    |
| Шабарчина, присілок              | 156                    | 152                    |